# 이스타항공
이스타항공(영어: Eastar Jet)은 대한민국 국적의 저비용 항공사로 인천국제공항과 김포국제공항을 허브 공항으로 두고 있다.

## 회사
2008년 8월 7일 국토해양부로부터 부정기 항공운송 사업면허를 취득하였으며 2009년에 보잉 737-600 항공기 1대, 보잉 737-700 5대를 임대 도입했다.
2009년 12월 국내 및 국제선 정기항공운송면허(AOC)를 얻어 국내선과 국제선(대만, 말레이시아, 일본, 중국, 태국) 정기편 및 다수의 동남아 부정기편을 운항했다.
2016년에는 대한민국의 저비용 항공사 최초로 B737-900ER을 도입하였고 2018년 국적항공사 최초로 보잉 737 MAX 8 2대를 리스하여 도입하였으나 전 세계적인 결함 사태로 운항이 중단되었다.
2019년 애경그룹 산하 저비용항공사인 제주항공이 이스타항공을 인수할 계획을 발표했고 매각예정금액은 695억원으로 양해각서에 따라 제주항공은 2020년 1월 경 주식매매계약을 체결할 예정이었으나 제주항공이 돌연 이스타항공의 인수를 포기하면서 심각한 타격을 입었고 이후 2021년 6월 건설업체인 (주)성정이 인수 계약을 체결하면서 재운항을 준비할 수 있게 되었고 성정은 그 해 11월 5일 인수대금 잔금을 모두 납부했다.
그러나 성정 인수 이후 재운항을 준비하던 중 창업주였던 이상직 전 더불어민주당 의원의 이스타항공 횡령 배임 및 채용 비리 논란 등으로 인해 1년 넘게 운항을 못했고 결국 2023년 1월 6일 사모펀드 운용사인 VIG파트너스에 보유 지분 100%를 양도하는 계약을 체결하며 1월 30일 VIG파트너스가 이스타항공의 새로운 최대 주주가 되었다.
그리고 같은 해 2월 21일 약 3년만에 AOC 발급이 확정되었으며 1개월 후인 3월 26일 김포 - 제주 노선을 시작으로 추후 운항 노선을 확대하고 있다.

## 역사

### 2000년대

#### 2007년
- 10월 22일: 이스타항공 설립(전라북도 군산시 경장동)

#### 2008년
- 2월 1일: TASK FORCE TEAM 조직
- 6월 30일: 신입사원(1기) 공개 채용
- 8월 6일: 부정기 항공운송면허 취득
- 10월 24일: 본점을 전라북도 군산시 옥서면 선연리 군산공항청사로 이전.
- 12월 1일: 1호기 도입 (보잉 737-600, HL7781)

#### 2009년
- 1월 7일: 서울(김포) - 제주 신규취항
- 1월 27일: 2호기 도입 (보잉 737-700, HL7797)
- 2월 12일: 서울(김포) - 제주 일 12회로 증편
- 2월 14일:
  - 군산 - 제주 신규취항
  - 서울(김포) - 제주 일 7회로 증편
- 4월 17일: 신입사원(2기) 공개 채용
- 5월 19일: 한국소비자원 저비용항공사수상[5]
- 6월 1일: 3호기 도입 (보잉 737-700, HL8204)
- 6월 12일: 청주 - 제주 신규취항[6]
- 7월 6일: 4호기 도입 (보잉 737-700, HL8205)
- 9월 14일: 5호기 도입 (보잉 737-700, HL8207)
- 10월 30일: 국제선운송사업면허 취득(국토해양부)
- 12월 21일: 국제선운항증명(AOC) 취득(국토해양부)
- 12월 24일: 서울(인천) - 쿠칭 부정기편 신규취항
- 12월 31일: 서울(인천) - 고치 부정기편 신규취항

### 2010년대

#### 2010년
- 3월 16일: 6호기 도입 (보잉 737-700, HL8215)[7]
- 7월 22일: 서울(인천) - 코타키나발루 정기 전세편 신규취항[8]
- 10월 28일: 국내 LCC 최초 서울(인천) - 장자제 부정기편 신규취항[9]
- 12월 16일: 서울(인천) - 삿포로 부정기편 신규취항[10]

#### 2011년
- 5월 5일: 서울(인천) - 삿포로 정기편 전환[11]
- 7월 1일: LCC 최초 서울(인천) - 도쿄(나리타) 신규취항[12]
- 10월 10일: 서울(인천) - 방콕(수완나품) 신규취항[13]
- 12월 25일: 서울(인천) - 씨엠립 부정기편 신규취항[14]

#### 2012년
- 3월 8일: 7호기 도입 (보잉 737-800, HL8264)[15]
- 3월 12일: 누적탑승객 500만명 돌파[16]
- 3월 17일
  - 서울(인천) - 삿포로 단항
  - 서울(인천) - 오사카(간사이) 신규취항[17]
- 4월 30일: LCC 최초 서울(김포) ~ 타이페이(쑹산) 신규취항
- 7월 4일: 8호기 도입 (보잉 737-800, HL8269)

#### 2013년
- 1월 30일: 청주 - 선양 신규취항
- 4월 1일: 9호기 도입 (보잉 737-800, HL8289)
- 7월 1일: 10호기 도입 (보잉 737-800, HL8292)
- 7월 23일: 무사고 비행 10만시간 돌파[18]
- 11월 8일: 서울(인천) - 지난 신규취항
- 12월 2일: 서울(인천) - 홍콩(첵랍콕) 신규취항

#### 2014년
- 2월 20일: 누적 탑승객 1000만명 돌파[19]
- 6월 30일: 청주 - 상하이(푸둥) 신규취항
- 8월 12일: 11호기 도입 (보잉 737-800, HL8022)
- 10월 27일: 청주 - 옌지 신규취항[20]
- 10월 28일: 청주 - 하얼빈 신규취항
- 10월 30일: 청주 - 다롄 신규취항
- 11월 11일: 12호기 도입 (보잉 737-800, HL8023)
- 12월 22일: 13호기 도입 (보잉 737-800, HL8029)

#### 2015년
- 1월 30일: 14호기 도입 (보잉 737-800, HL8028)
- 2월 2일: 공항여객서비스 자회사 '이스타포트' 개소
- 6월 22일
  - 15호기 도입 (보잉 737-800, HL8035)
  - 16호기 도입 (보잉 737-800, HL8036)
- 7월 20일: 서울(인천) - 푸켓 신규취항
- 8월 5일~8월 8일: 이희호 여사 방북 전세편 특별기 운항 (서울(김포) - 평양)[21]
- 8월 31일: 청주 - 홍콩(첵랍콕) 신규취항
- 10월 5일: LCC 최초 제주 - 방콕(수완나품) 신규취항
- 10월 5일: 17호기 도입 (보잉 737-800, HL8048)
- 10월 26일
  - 부산 - 방콕(수완나품) 신규취항
  - 부산 - 오사카(간사이) 신규취항
  - 부산 - 제주 신규취항
- 10월 28일: 서울(김포) - 평양 남북 노동자 축구대회 방북 특별기 운항[22]
- 11월 2일: 서울(인천) - 오키나와 신규취항
- 11월 3일: 누적탑승객 1500만명 돌파[23]

#### 2016년
- 3월 17일: 18호기 도입, (보잉 737-800, HL8052)
- 4월 4일
  - 서울(인천) - 타이페이(타오위안) 신규취항
  - LCC 최초 청주 - 닝보 신규취항
- 4월 12일: 19호기 도입 (보잉 737-800, HL8053)
- 6월 16일: 20호기 도입 (보잉 737-800, HL8057)
- 7월 5일: 21호기 도입 (보잉 737-800, HL8058)
- 7월 20일: 서울(인천) - 후쿠오카 신규취항[24]
- 7월 27일: 유플라이 얼라이언스 가입
- 8월 1일
  - 서울(김포) - 양양 부정기편 신규취항[25]
  - e-credit 간편결제 충전 시스템 개편
- 8월 29일: 제주 - 취안저우 신규취항
- 10월 24일: 서울(인천) - 사이판 신규취항
- 11월 1일: 서울(인천) - 하노이 신규취항
- 11월 16일: 누적탑승객 2000만명 돌파
- 12월 1일: 유플라이 얼라이언스 실행 (서울(인천) - 나트랑, 씨엠립, 치앙마이, 홍콩(첵랍콕) 외 3개)
- 12월 15일
  - 부산 - 코타키나발루 신규취항
  - 부산 - 서울(김포) 신규취항

#### 2017년
- 3월 15일
  - 제주 - 취안저우 무기한 단항
  - 청주 - 닝보 무기한 단항
  - 청주 - 선양 무기한 단항
  - 청주 - 하얼빈 무기한 단항
- 6월 5일: U-FLY 얼라이언스 실행 (서울(인천) ~ 도쿄(나리타), 오사카(간사이), 홍콩(첵랍콕), 후쿠오카)
- 6월 14일: 서울(인천) - 다낭 신규취항
- 7월 3일: 서울(인천) - 삿포로 신규취항
- 7월 15일: 22호기 도입 (보잉 737-900ER, HL8096)
- 7월 28일: 청주 - 오사카(간사이) 부정기노선 신규취항
- 9월 4일: 국제항공운송협회, IATA 가입
- 10월 26일
  - 창립 10주년
  - 서울(인천) - 사이판 단항
- 11월 6일: 서울(인천) - 가고시마 신규취항
- 11월 10일
  - 23호기 도입 (보잉 737-900ER, HL8097)
  - 24호기 도입 (보잉 737-800, HL8231)
  - e-credit 간편결제 충전 시스템 폐지
- 12월 19일: 2017 일자리창출 정부포상 대통령 표창 수상
- 12월 20일: 서울역 도심공항터미널 탑승수속 서비스 개시
- 12월 21일: 서울(인천) - 미야자키 신규취항

#### 2018년
- 1월 9일: 서울(인천) - 이시가키 부정기편 신규취항
- 1월 17일
  - 서울(인천) - 오이타 부정기편 신규취항
  - 광명역 도심공항터미널 탑승수속 서비스 개시
- 2월 15일: 서울(인천) - 이바라키 부정기편 신규취항
- 3월 25일
  - 서울(김포) - 부산 재취항
  - 군산 - 제주 노선 오전 증편
- 3월 27일: 청주 - 오사카(간사이) 신규취항
- 3월 29일: 서울(김포) - 평양(순안) 남북 평화 협력 기원 평양공연 '봄이온다' 전세편 특별기 운항(~4/3)
- 4월 2일
  - 삼성역 도심공항터미널 탑승수속 서비스 개시
  - 서울(인천) - 지난 재취항
- 5월 8일: 부산 - 삿포로 정기편 신규취항
- 6월 4일: 25호기 도입 (보잉 737-800, HL8325)
- 6월 13일: 서울(인천) - 블라디보스토크 정기편 신규취항
- 6월 22일
  - 청주 - 닝보 재취항
  - 청주 - 다롄 재취항
  - 청주 - 상하이(푸동) 재취항
  - 청주 - 선양 재취항
  - 청주 - 하얼빈 재취항
- 7월 12일: 26호기 도입 (보잉 737-800, HL7567)
- 7월 20일: 부산 - 블라디보스토크 정기편 신규취항
- 7월 30일: 서울(인천) - 이바라키 정기편 신규취항
- 9월 20일
  - 청주 - 후쿠오카 정기편 신규취항
  - 청주 - 타이베이(도원) 정기편 신규취항
- 11월 5일: 27호기 도입 (보잉 737-800, HL8342)
- 12월 17일: 28호기 도입 (보잉 737-800, HL8343)
- 12월 20일: 29호기 도입 (보잉 737 MAX 8, HL8340)
- 12월 21일: 30호기 도입 (보잉 737 MAX 8, HL8341)

#### 2019년
- 1월 16일: 부산 - 싱가포르(창이) 부정기편 신규취항
- 1월 28일: 서울(인천) - 나트랑 신규취항
- 2월 12일: 서울(인천) - 푸꾸옥 신규취항
- 3월 1일: 31호기 도입 (보잉 737-800, HL8344)
- 7월 18일: 32호기 도입 (보잉 737-800, HL8374)
- 8월 26일: 33호기 도입 (보잉 737-800, HL8375)
- 10월 16일: 서울(인천) - 정저우 신규취항
- 10월 17일: 청주 - 장자제 신규취항
- 10월 19일: 청주 - 하이커우 신규취항
- 10월 28일
  - 제주 - 홍콩(첵랍콕) 신규취항
  - 제주 - 마카오 신규취항
  - 서울(인천) - 마카오 신규취항
- 10월 29일: 서울(인천) - 화롄 신규취항
- 10월 30일: 서울(인천) - 가오슝 신규취항
- 11월 8일: 부산 - 타이베이(타오위안) 신규취항
- 11월 10일: 부산 - 화롄 신규취항
- 12월 23일: 서울(인천) - 옌타이 신규취항

### 2020년대

#### 2020년
- 1월 17일: 제주 - 상하이 신규취항
- 1월 27일
  - 청주 - 장자제 단항
  - 이스타항공 봉사단 - 사랑의 응원 빵 만들기 봉사활동
- 2월 2일
  - 청주 - 하이커우 단항
  - 제주 - 상하이 단항
- 2월 9일: 서울(인천) - 정저우 단항
- 3월: 국내선, 국제선 셧다운
- 3월 2일: 제주항공과의 주식양수도계약 체결
- 7월 23일: 제주항공과의 인수·합병 무산

#### 2021년
- 6월 24일: 인수자 성정 계약

#### 2023년
- 1월 30일 : VIG 파트너스 지분 100% 인수
- 2월 21일 : 항공운항증명(AOC) 재발급 확정
- 3월 26일: 서울(김포) - 제주 재취항
- 6월 16일 : 4호기 보잉 737 MAX 8 (HL8541) 도입
- 7월 23일 : 4호기 보잉 737-800 (HL8545) 도입
- 8월 1일: 청주 - 제주 재취항
- 8월 25일 : 5호기 보잉 737 MAX 8 (HL8543) 도입
- 9월 2일 : 서울(김포) - 타이페이(쑹산) 재취항
- 9월 20일
  - 서울(인천) - 도쿄(나리타) 재취항
  - 서울(인천) - 오사카(간사이) 재취항
  - 서울(인천) - 방콕(수완나품) 재취항
  - 서울(인천) - 다낭 재취항
- 10월 1일 : 군산 - 제주 재취항
- 10월 28일 : 5호기 보잉 737-800 (HL8546) 도입
- 10월 29일
  - 서울(인천) - 후쿠오카 재취항
  - 서울(인천) - 나트랑 재취항

## 운항 노선

### 취항지
|  | 허브               |
|  | 포커스 시티        |
|  | 취항 예정지        |
|  | 전세/부정기편 노선 |
|  | 단항 노선          |

| 도시                                                                              | 공항 IATA            | 공항 ICAO                                                 | 공항 이름 | 비고          | 운항횟수                                                  |
| --------------------------------------------------------------------------------- | -------------------- | --------------------------------------------------------- | --------- | ------------- | --------------------------------------------------------- |
| 서울/인천 \|\| align=center\|ICN \|\| align=center\|RKSI \|\| 인천                | 메인 허브            |                                                           |           |               |                                                           |
| 서울/김포 \|\| align=center\|GMP\|\|align=center\|RKSS \|\| 김포                  | 제2 허브             | 일 12회 운항, 제주국제공항 발                             |           |               |                                                           |
| 군산 \|\| align=center\|KUV \|\| align=center\|RKJK \|\| 군산                     | [ 27 ]               | 일 2회 운항, 제주국제공항 발                              |           |               |                                                           |
| 부산/김해 \|\| align=center\|PUS\|\|align=center\|RKPK \|\| 김해                  |                      | 일 3회 운항, 제주국제공항 발                              |           |               |                                                           |
| 양양 \|\| align=center\|YNY \|\| align=center\|RKNY \|\| 양양                     | [ 25 ]               | 주 7회 운항, 김포국제공항 발                              |           |               |                                                           |
| 제주 \|\| align=center\|CJU \|\| align=center\|RKPC \|\| 제주                     | 포커스 시티          |                                                           |           |               |                                                           |
| 청주 \|\| align=center\|CJJ \|\| align=center\|RKTU \|\| 청주                     | [ 28 ]               | 일 3회 운항, 제주국제공항 발                              |           |               |                                                           |
| 평양 \|\| align=center\|FNJ \|\| align=center\|ZKPY \|\| 순안 공항                | 특별 전세기          |                                                           |           |               |                                                           |
| 닝보 \|\| align=center\|NGB \|\| align=center\|ZSNB \|\| 리스                     | [ 30 ] [ 31 ] [ 32 ] | 주 3회 운항, 청주국제공항 발                              |           |               |                                                           |
| 다롄 \|\| align=center\|DLC \|\| align=center\|ZYTL \|\| 저우수이쯔               | [ 33 ] [ 30 ]        | 주 2회 운항, 청주국제공항 발                              |           |               |                                                           |
| 상하이 \|\| align=center\|PVG \|\|align=center\|ZSPD \|\| 푸둥                    | [ 34 ]               | 주 3회 운항, 인천국제공항 발                              |           |               |                                                           |
| 선양 \|\| align=center\|SHE \|\| align=center\|ZYTX \|\| 타오셴                   | [ 35 ] [ 36 ] [ 32 ] | 주 2회 운항, 청주국제공항 발                              |           |               |                                                           |
| 옌지 \|\| align=center\|YNJ \|\| align=center\|ZYYJ \|\| 차오양촨                 | [ 37 ]               | 주 2회 운항, 김해국제공항 발 주 2회 운항, 청주국제공항 발 |           |               |                                                           |
| 옌타이                                                                            | YNT                  | ZSYT                                                      | 펑라이    |               | 주 4회 운항, 인천국제공항 발                              |
| 장자제 \|\| align=center\|DYG \|\| align=center\|ZGDY \|\| 장자제                 | [ 38 ] [ 39 ]        | 주 4회 운항, 청주국제공항 발                              |           |               |                                                           |
| 정저우 \|\| align=center\|CGO \|\| align=center\|ZHCC \|\| 신정                   | [ 40 ]               | 주 4회 운항, 인천국제공항 발                              |           |               |                                                           |
| 지난 \|\| align=center\|TNA \|\| align=center\|ZSJN \|\| 야오창                   | [ 41 ]               | 주 2회 운항, 인천국제공항 발                              |           |               |                                                           |
| 취안저우                                                                          | JJN                  | ZSQZ                                                      | 취안저우  | [ 42 ]        | 주 3회 운항, 제주국제공항 발                              |
| 하얼빈 \|\| align=center\|HRB \|\| align=center\|ZYHB \|\| 타이핑                 | [ 43 ]               | 주 3회 운항, 청주국제공항 발                              |           |               |                                                           |
| 하이커우 \|\|align=center\|HAK \|\| align=center\|ZJHK \|\| 메이란                | [ 38 ]               | 주 2회 운항, 청주국제공항 발                              |           |               |                                                           |
| 마카오 \|\| align=center\|MFM \|\| align=center\|VMMC \|\| 마카오                 | [ 44 ]               | 주 7회 운항, 인천국제공항 발 주 4회 운항, 제주국제공항 발 |           |               |                                                           |
| 홍콩 \|\| align=center\|HKG \|\|align=center\|VHHH \|\| 홍콩                      |                      | 주 7회 운항, 인천국제공항 발 주 3회 운항, 제주국제공항 발 |           |               |                                                           |
| 도쿄 \|\| align=center\|NRT \|\| align=center\|RJAA \|\| 나리타                   | [ 45 ]               | 일 1회 운항, 인천국제공항 발                              |           |               |                                                           |
| 가고시마\|\| align=center\|KOJ \|\| align=center\|RJFK \|\| 가고시마              | [ 46 ]               | 주 3회 운항, 인천국제공항 발                              |           |               |                                                           |
| 구마모토 \|\| align=center\|KMJ \|\| align=center\|RJFT \|\| 구마모토             | [ 47 ]               | 일 1회 운항, 김해국제공항 발                              |           |               |                                                           |
| 도쿠시마 \|\| align=center\|TKS\|\| align=center\|RJOS \|\| 도쿠시마              | [ 48 ]               | 주 3회 운항, 인천국제공항 발                              |           |               |                                                           |
| 미야자키 \|\| align=center\|KMI \|\| align=center\|RJFM \|\| 미야자키             | [ 49 ]               | 주 3회 운항, 인천국제공항 발                              |           |               |                                                           |
| 삿포로 \|\| align=center\|CTS \|\| align=center\|RJCC \|\| 신치토세               | [ 50 ]               | 주 7회 운항, 인천국제공항 발                              |           |               |                                                           |
| 아사히카와 \|\| align=center\|AKJ \|\| align=center\|RJEC \|\| 아사히카와         | [ 51 ]               | 주 2회 운항, 청주국제공항 발                              |           |               |                                                           |
| 오사카 \|\| align=center\|KIX \|\| align=center\|RJBB \|\| 간사이                 | [ 45 ]               | 일 1회 운항, 인천국제공항 발                              |           |               |                                                           |
| 오이타 \|\| align=center\|OIT \|\| align=center\|RJFO \|\| 오이타                 | [ 52 ]               | 주 3회 운항, 인천국제공항 발                              |           |               |                                                           |
| 오키나와 \|\| align=center\|OKA \|\| align=center\|ROAH \|\| 나하                 | [ 53 ] [ 47 ]        | 일 1회 운항, 인천국제공항 발 일 1회 운항, 김해국제공항 발 |           |               |                                                           |
| 이바라키 \|\| align=center\|IBR \|\| align=center\|RJAH \|\| 이바라키             | [ 54 ] [ 55 ]        | 주 3회 운항, 인천국제공항 발                              |           |               |                                                           |
| 후쿠오카 \|\| align=center\|FUK \|\| align=center\|RJFF \|\| 후쿠오카             | [ 56 ]               | 일 2회 운항, 인천국제공항 발                              |           |               |                                                           |
| 타이베이 \|\| align=center\|TPE \|\| align=center\|RCTP \|\| 타오위안             | [ 57 ] [ 58 ]        | 주 4회 운항, 인천국제공항 발 일 1회 운항, 청주국제공항 발 |           |               |                                                           |
| 타이베이                                                                          | TSA                  | RCSS                                                      | 쑹산      | [ 59 ]        | 주 3회 운항, 김포국제공항 발                              |
| 가오슝 \|\| align=center\|KHH \|\| align=center\|RCKH \|\| 가오슝                 | [ 60 ]               | 주 4회 운항, 인천국제공항 발                              |           |               |                                                           |
| 화롄 \|\| align=center\|HUN \|\| align=center\|RCYU \|\| 화롄                     | [ 60 ]               | 주 3회 운항, 인천국제공항 발 주 2회 운항, 김해국제공항 발 |           |               |                                                           |
| 울란바타르 \|\| align=center\|ULN \|\| align=center\|ZMUB \|\| 칭기즈칸           | [ 61 ]               | 일 1회 운항, 청주국제공항 발                              |           |               |                                                           |
| 코타키나발루 \|\| align=center\|BKI \|\| align=center\|WBKK \|\| 코타키나발루     | [ 62 ]               | 일 2회 운항, 인천국제공항 발 주 7회 운항, 김해국제공항 발 |           |               |                                                           |
| 하노이 \|\| align=center\|HAN \|\| align=center\|VVNB \|\| 노이바이               | [ 63 ]               | 주 7회 운항, 인천국제공항 발                              |           |               |                                                           |
| 나트랑                                                                            | CXR                  | VVCR                                                      | 깜라인    | [ 56 ]        | 주 4회 운항, 인천국제공항 발                              |
| 다낭 \|\| align=center\|DAD \|\| align=center\|VVDN \|\| 다낭                     | [ 64 ]               | 일 1회 운항, 인천국제공항 발                              |           |               |                                                           |
| 푸꾸옥                                                                            | PQC                  | VVDQ                                                      | 푸꾸옥    | [ 65 ] [ 39 ] | 주 7회 운항, 인천국제공항 발 주 4회 운항, 청주국제공항 발 |
| 싱가포르 \|\| align=center\|SIN \|\| align=center\|WSSS \|\| 창이                 | 부정기 노선          | 주 7회 운항, 김해국제공항 발                              |           |               |                                                           |
| 시엠레아프 \|\| align=center\|REP \|\| align=center\|VDSR \|\| 시엠레아프         | [ 67 ]               | 주 5회 운항, 인천국제공항 발                              |           |               |                                                           |
| 방콕 \|\| align=center\|BKK\|\|align=center\|VTBS \|\| 수완나품                   | [ 64 ]               | 일 1회 운항, 인천국제공항 발                              |           |               |                                                           |
| 치앙마이 \|\| align=center\|CNX \|\| align=center\|VTCC \|\| 치앙마이             | [ 68 ]               | 주 7회 운항, 인천국제공항 발                              |           |               |                                                           |
| 푸껫 \|\| align=center\|HKT \|\| align=center\|VTSP \|\| 푸껫                     | [ 69 ]               | 주 7회 운항, 인천국제공항 발                              |           |               |                                                           |
| 팔라완                                                                            | PPS                  | RPVP                                                      | 팔라완    | [ 70 ]        | 주 7회 운항, 인천국제공항 발                              |
| 알마티 \|\| align=center\|ALA\|\|align=center\|UAAA \|\| 알마티                   | [ 71 ]               | 주 2회 운항, 인천국제공항 발                              |           |               |                                                           |
| 블라디보스토크 \|\| align=center\|VVO \|\| align=center\|UHWW \|\| 블라디보스토크 | [ 72 ] [ 73 ]        | 주 7회 운항, 인천국제공항 발 주 3회 운항, 김해국제공항 발 |           |               |                                                           |
| 사이판 \|\| align=center\|SPN \|\| align=center\|PGSN \|\| 사이판                 | [ 74 ]               | 주 7회 운항, 인천국제공항 발                              |           |               |                                                           |

## 보유 기종

### 현재 사용하는 기종
- 2024년 7월 기준 이스타항공의 보유기종은 다음과 같으며 기체의 평균 기령은 11.4년이다.[75][76][77]

## 같이 보기
- 저비용 항공사 목록
- 에어부산
- 제주항공
- 진에어